# René Trujillo
René Lisandro Trujillo Caloca (Ciudad de México; 4 de septiembre de 1947), también conocido con el sobrenombre de Popeye, es un futbolista mexicano retirado que jugaba en la posición de defensa.

## Trayectoria
Inició su carrera profesional en 1966 en su ciudad natal con el Club Universidad Nacional y dos años más tarde al rival de la ciudad, el América, donde permaneció por los siguientes once años hasta el final de su carrera activa.

## Selección nacional
Debutó en la selección mexicana el 26 de enero de 1972 contra Chile (2-0) y su último partido fue el 15 de octubre de 1977 en la victoria por 8-1 sobre Surinam.
Marcó su único gol internacional el 8 de septiembre de 1974 en el Cotton Bowl Stadium en Dallas para dar una victoria por 1-0 sobre los archirrivales Estados Unidos.

### Participaciones en Campeonatos Concacaf
| Copa                                       | Sede   | Resultado | Part. | Goles |
| ------------------------------------------ | ------ | --------- | ----- | ----- |
| Campeonato de Naciones de la Concacaf 1977 | México | Campeón   | 1     | 0     |

## Palmarés

### Títulos nacionales
| Título               | Equipo  | País   | Año     |
| -------------------- | ------- | ------ | ------- |
| Primera División     | América | México | 1970-71 |
| Copa México          | América | México | 1973-74 |
| Primera División     | América | México | 1975-76 |
| Campeón de Campeones | América | México | 1975-76 |

### Títulos internacionales
| Título                                | Equipo (*) | País    | Año  |
| ------------------------------------- | ---------- | ------- | ---- |
| Campeonato de Naciones de la Concacaf | México     | México  | 1977 |
| Copa de Campeones de la Concacaf      | América    | Surinam | 1977 |
| Copa Interamericana                   | América    | México  | 1978 |

(*) Incluyendo la Selección.